# Челябинск-Главный
Челя́бинск-Гла́вный (обычно «Челя́бинск») — узловая опорная железнодорожная станция Челябинского региона Южно-Уральской железной дороги с главным железнодорожным вокзалом, расположенная в городе Челябинске, административном центре Челябинской области. Станция является основой Челябинского железнодорожного узла, включающего кроме неё ещё ряд сообщающихся между собой узловых станции.
Расстояние до Москвы — 2101 километр (через Самару), 1984 (через Ульяновск). Расстояния по железной дороге восточнее Уфы (в том числе и в окрестностях Челябинска) отсчитываются через Самару.
Станция обслуживает как пассажирские, так и грузовые перевозки. Протяжённость станции около 11 км, имеется свыше 70 путей (из них 13 пассажирских, 3 из них — только пригородного парка), 7 грузовых парков. Есть локомотивные (тепловозное и электровозное) и вагонные депо (грузовое и пассажирское), гостиница, музей истории подвижного состава ЮУЖД.

## История

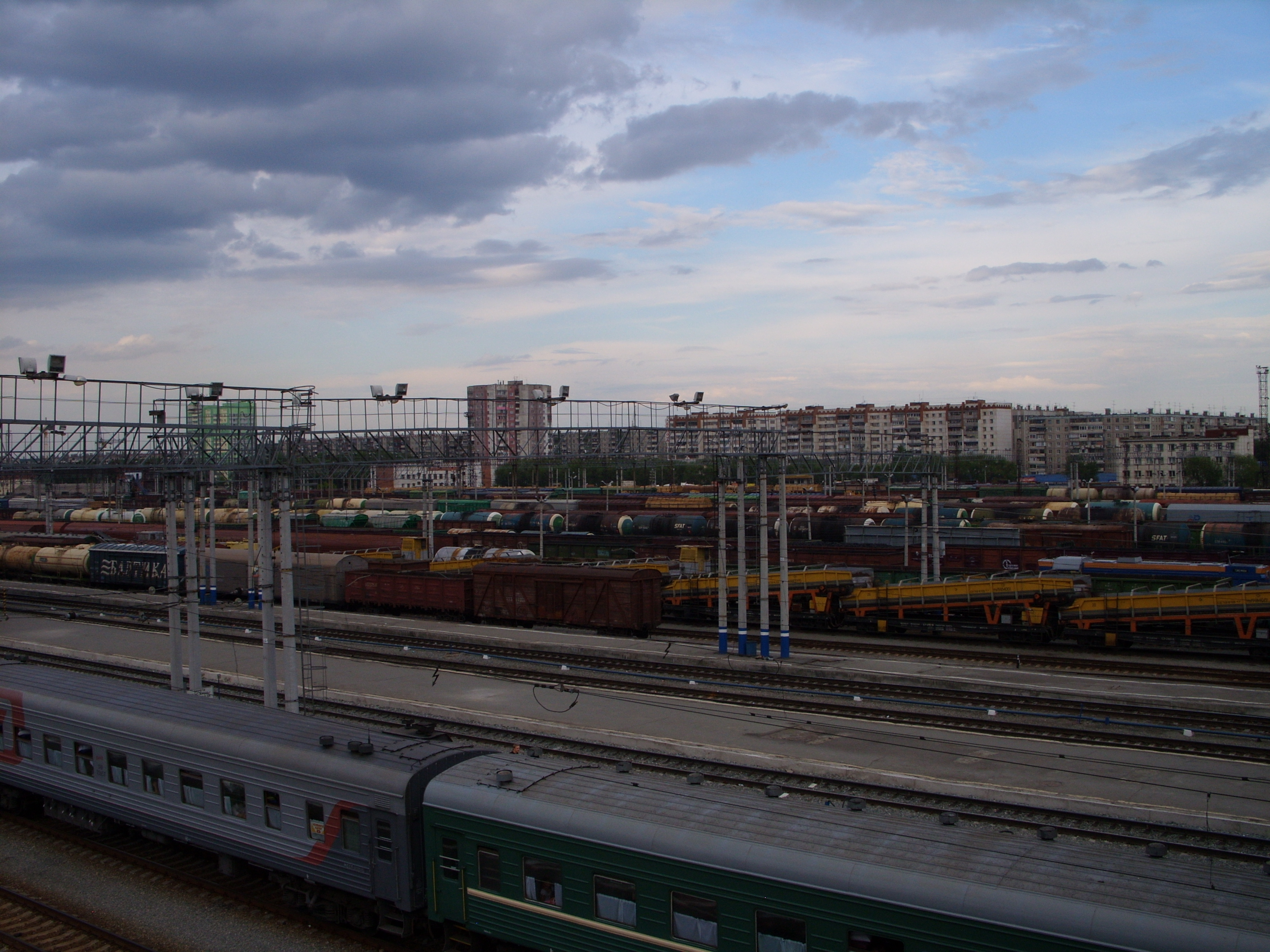
Пассажирский и один из сортировочных парков станции

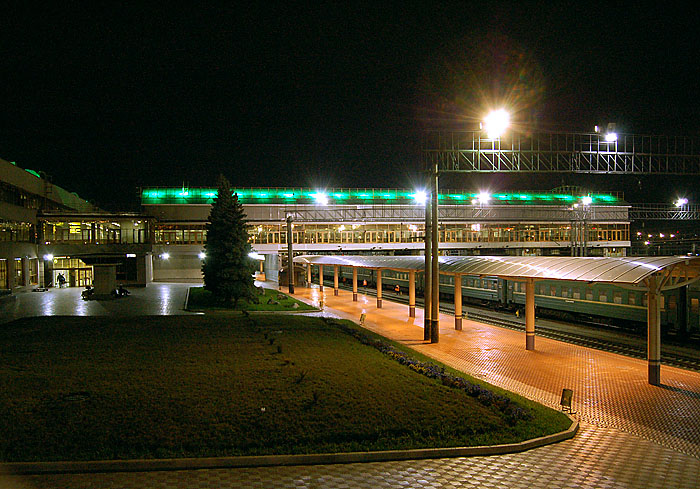
Перрон первого пути и проход на посадочные платформы со второго этажа вокзала станции

Начало строительства железных дорог на Южном Урале было связано с необходимостью освоения огромных природных богатств Урала и Сибири.
Два десятилетия специальная комиссия при Министерстве путей сообщения рассматривала различные проекты железных дорог, благодаря которым европейская часть России могла быть соединена с Уралом, Сибирью и Дальним Востоком. В 1891 году было принято решение о строительстве Великого Сибирского пути.
В 1888 году было открыто движение от Москвы до Уфы, 20 (8) сентября 1890 года — до Златоуста, а 25 октября 1892 года первый поезд прибыл в Челябинск (во исполнение Указа «О строительстве сплошной через всю Сибирь железной дороги»). В то время границы города, административного центра Челябинского уезда Оренбургской губернии, находились в 4 верстах (около 4,2 км) от станции.
Первое, одноэтажное здание вокзала открылось в октябре 1892 года. Станция относилась к Самаро-Златоустовской железной дороге. В этом же году на станции были открыты паровозные мастерские, в дальнейшем развитые до паровозного депо (ныне локомотивное ремонтное депо).
С июля 1892 года от Челябинска было начато строительство западного участка (первой очереди) Сибирской железной дороги, одного из семи его участков — Западно-Сибирской железной дороги.
В октябре 1895 года открыто движение по маршруту Челябинск — Курган — Петропавловск — Омск — река Обь (станция Кривощёково). В 1896 году была запущена в эксплуатацию железная дорога на Екатеринбург (ветка изолированной до этого Уральской горнозаводской железной дороги: Екатеринбург — Верхний Уфалей — Кыштым — Челябинск, которая соединила эту дорогу и промышленную зону Урала с основной железнодорожной магистралью страны).
Строительство железной дороги послужило большим толчком для развития города. В считанные годы он стал одним из крупнейших торговых центров России, заняв одно из первых мест по торговле хлебом, маслом, мясом и чаем. Город превратился в промежуточный пункт передвижения населения — отсюда люди ехали дальше в Сибирь. С 1893 года до 30-х годов XX века в Челябинске, возле вокзала железнодорожной станции, возникает и существует крупнейший в России врачебно-питательный переселенческий пункт в составе Переселенческого управления, через который в это время проходили практически все переселенцы в Сибирь и на Дальний Восток. Челябинск превратился в своеобразные «ворота Сибири».
К концу XIX века на станции размещаются структуры и путевые хозяйства трёх железных дорог: Самаро-Златоустовской, Уральской (с 1899 г. Пермской), Западно-Сибирской (с 1913 г. Омской). Наличие разного управления и дублирующих структурных подразделений отрицательно сказываются на пропускной способности станции.
В 1900 году в составе паровозного депо создаются вагонные мастерские по ремонту грузовых вагонов. В 1935 году был открыт вагоноремонтный пункт, с 1948 года ставший вагоноремонтным грузовым депо. В 1950 году на базе бывших вагонных мастерских было открыто вагоноремонтное пассажирское депо.
В 1918-1919 годах железнодорожная станция Челябинск оказывается в центре ключевых для страны событий связанных с вооружённым мятежом Челябинской группировки Чехословацкого корпуса (под командованием С. Н. Войцеховского) и его подавления в ходе проведения Челябинской операции силами 242-го Волжского (под командованием С. С. Вострецова) и 243-го Петроградского полков 27-й стрелковой дивизии 5-й армии. 14 мая 1918 года на станции был ранен чехословацкий легионер брошенным из вагона предметом венгерским военнопленным, которого линчевали на территории прилегающего переселенческого посёлка. После ареста причастных военнослужащих корпуса и угроз по их расстрелу, оставшиеся военнослужащие 17 мая захватили ряд ключевых объектов города, в том числе и склад оружия и артиллерийскую батарею. Данные события послужили основной причиной для указаний Советской власти о полном разоружений корпуса и расформирований его воинских эшелонов (из телеграммы наркомвоенмора Л. Д. Троцкого от 25 мая 1918 года: «Все советы по железной дороге обязаны под страхом тяжкой ответственности разоружить чехословаков. Каждый чехословак, который будет найден вооруженным на железнодорожных линиях, должен быть расстрелян на месте...»). На фоне этого в ночь с 26 на 27 мая 2-й, 3-й и часть 6-го полков корпуса (около 8400 человек) захватили город, который охраняли около 700 красногвардейцев, в основном набранных из железнодорожников и рабочих завода «В. Г. Столль и Ко» (под командованием В. И. Евтеева). Сюда же был привезён и убит в вагоне 1 июня 1918 года, захваченный на станции Аргаяш, председатель Челябинского РСДРП(б) и Совета рабочих и солдатских депутатов города Е. Л. Васенко. Все эти события повлекли выступление всего 45 тысячного Чехословацкого корпуса, до этого сохранявшего нейтралитет, на стороне сил А. В. Колчака в Гражданской войне.
С 1 мая 1930 года станция переходит под управление одной дороги — Пермской железной дороги, в составе её 7-го эксплуатационного района дороги. Из неё при создании в 1934 году Южно-Уральской железной дороги, станция переходит в её состав, управление дороги размещается в Челябинске.
В 1933-1934 гг. строится и вводится в эксплуатацию линия Челябинск — Еманжелинск. В 1930-х годах строится пятое направление от станции, линия Чурилово — Каменск-Уральский (тогда Синарская), которое вводится в эксплуатацию в 1940 году и сыграла немаловажную роль в годы ВОВ для доставки наикратчайшим путём из УАЗ алюминия на ЧТЗ для производства танковых двигателей.
В годы Великой Отечественной войны станция играла немаловажную роль, учитывая количество эвакуированных в г. Челябинск промышленных предприятий и населения, а также производимого в городе и отправляемого на фронт военной техники, боеприпасов, личного состава, в том числе транзитного. На станции был оборудован и пункт разгрузки военно-санитарных поездов доставлявших с фронта тяжелораненых требующих длительного лечения в эвакогоспитали развёрнутые в городе и области. В общей сложности, только в период с 1941 по 1943 гг. на станции было разгружено 483 военно-санитарных поездов, всего во время войны было доставлено в город около 220 000 раненых. В паровозном и грузовом вагонном депо станции (ныне пассажирское вагоноремонтное депо и локомотивное ремонтное депо тепловозов) были построены, сформированы и отправлены на фронт 5 бронепоездов: № 1 «Челябинский железнодорожник», № 2 «Южноуральский железнодорожник» (в первом составе 38-го отдельного дивизиона бронепоездов, 28 июня 1942 года бронепоезд № 1 уничтожен, № 2 оставлен при отходе), бронепоезда №№ 1 и 2 в составе 39-го особого дивизиона бронепоездов и бронепоезд № 1 типа ОБ-3 (доукомплектование 39-го ОДБП взамен уничтоженным 2 июля 1942 года бронепоездам №№ 1 и 2, с декабря 1942 года № 669).
Станция электрифицирована с конца 1945 года постоянным током 3 кВ.

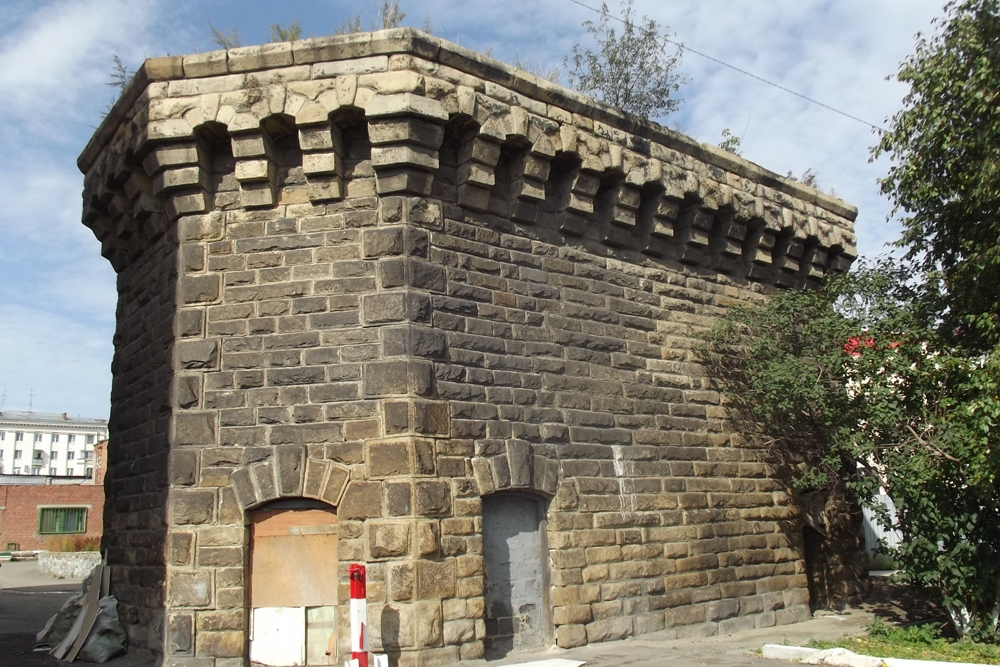
Останки водонапорной башни станции XIX века, объект культурного наследия. Находится возле багажного отделения у почтамта
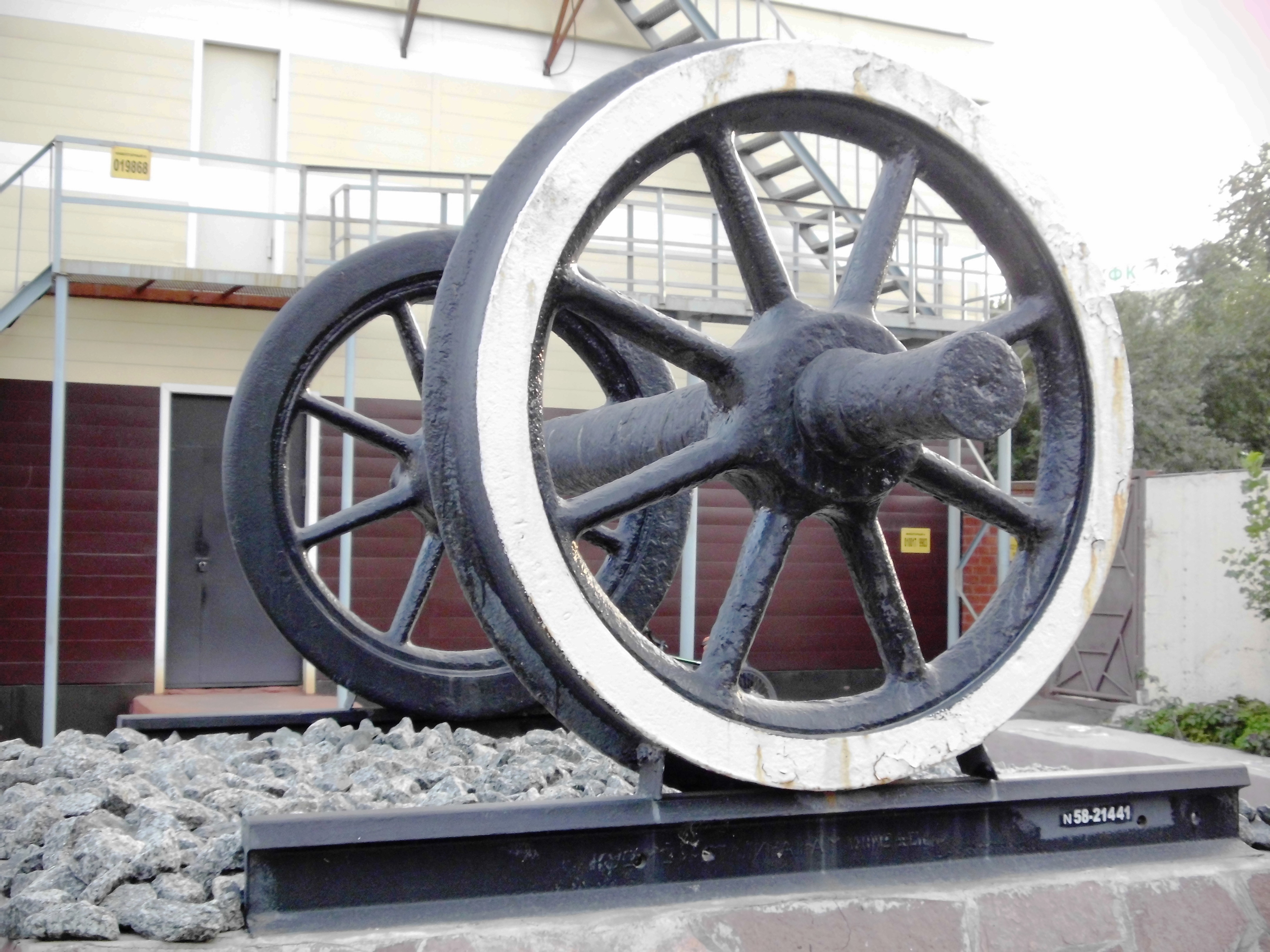
Колёсная пара начала XX века, найдена на глубине 2 метров при проведении ремонтных работ. Находится у сборочного цеха пассажирского вагонного депо
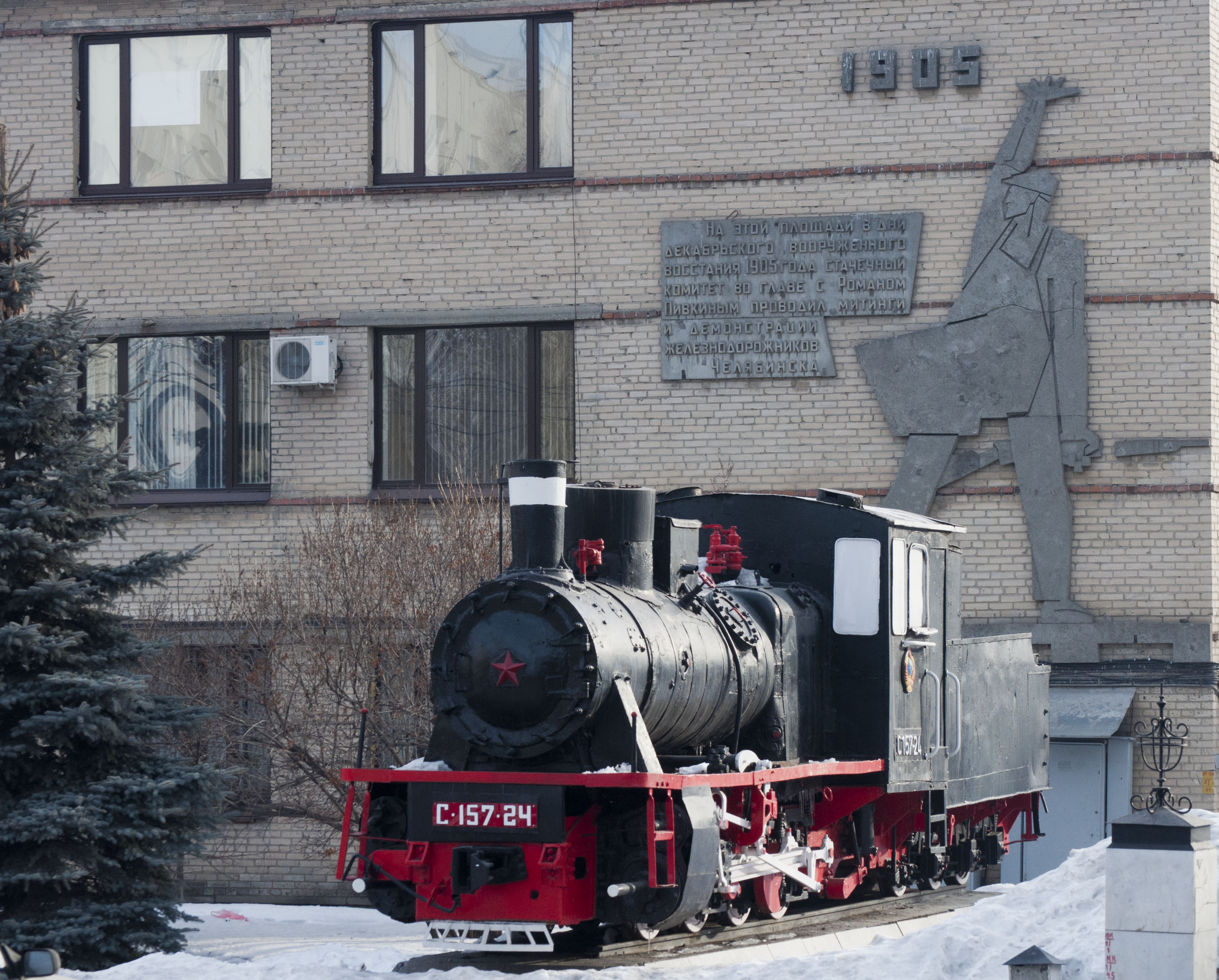
Памятник паровозу серии 157 возле эксплуатационного локомотивного депо. На стене здания памятная табличка о событиях 1905 г., объект культурного наследия
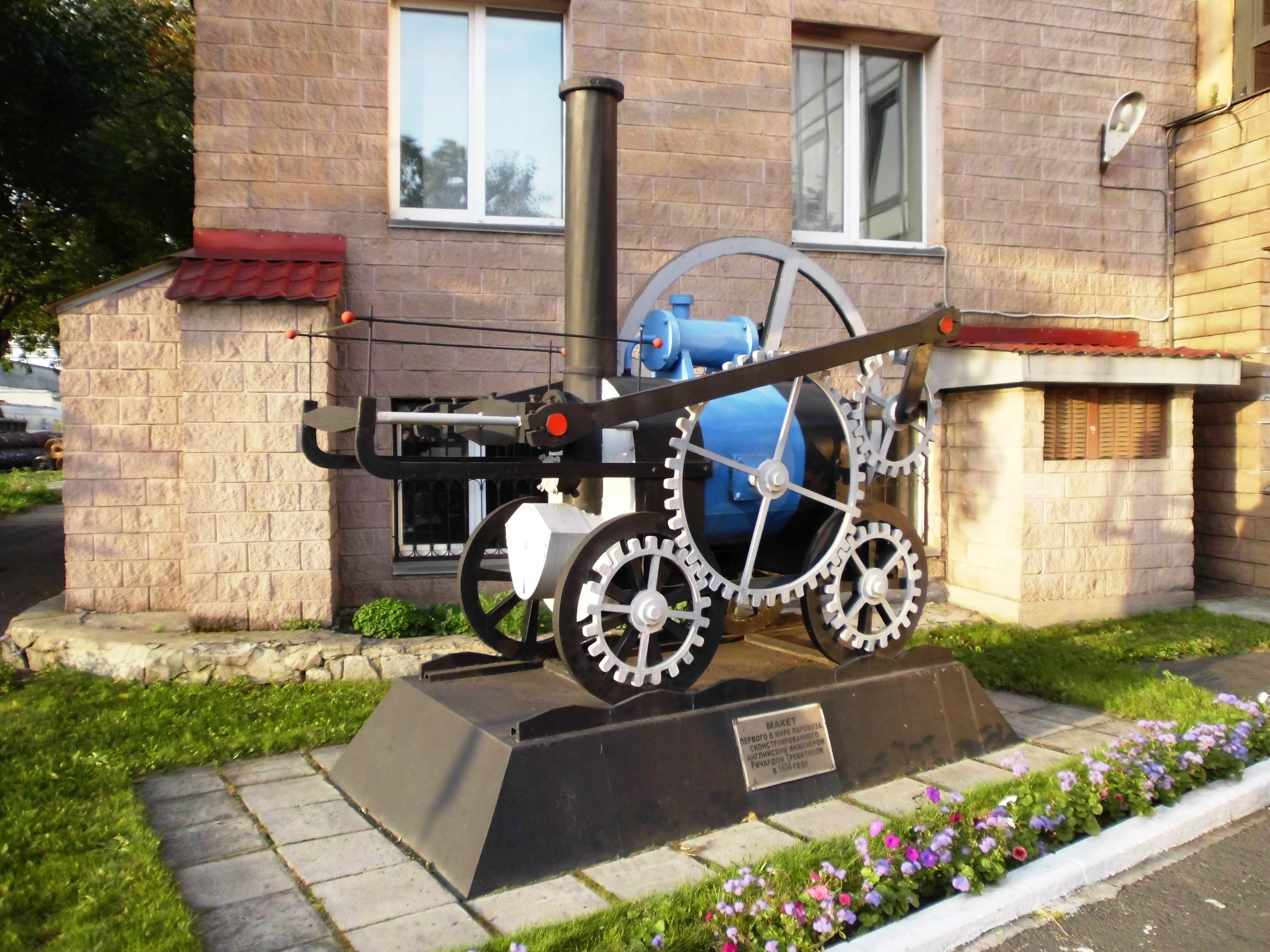
Макет первого в мире паровоза «Колбрукдейл» Ричарда Тревитика. Находится возле цехов ремонта тепловозов локомотивного депо.

## Вокзалы станции

### Главный вокзал
55°08′29″ с. ш. 61°24′57″ в. д.

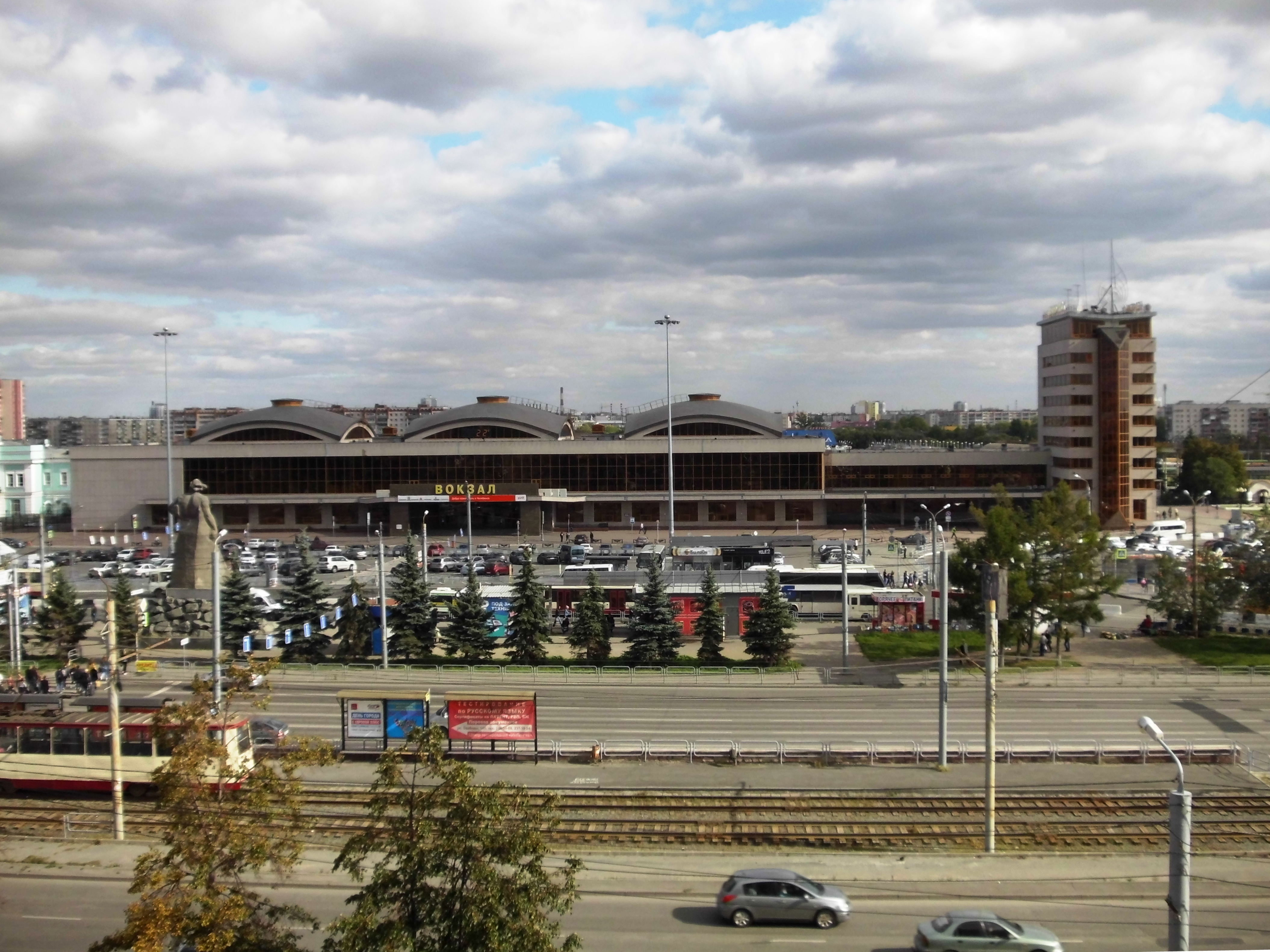
Железнодорожный вокзал станции. Привокзальная площадь, 1

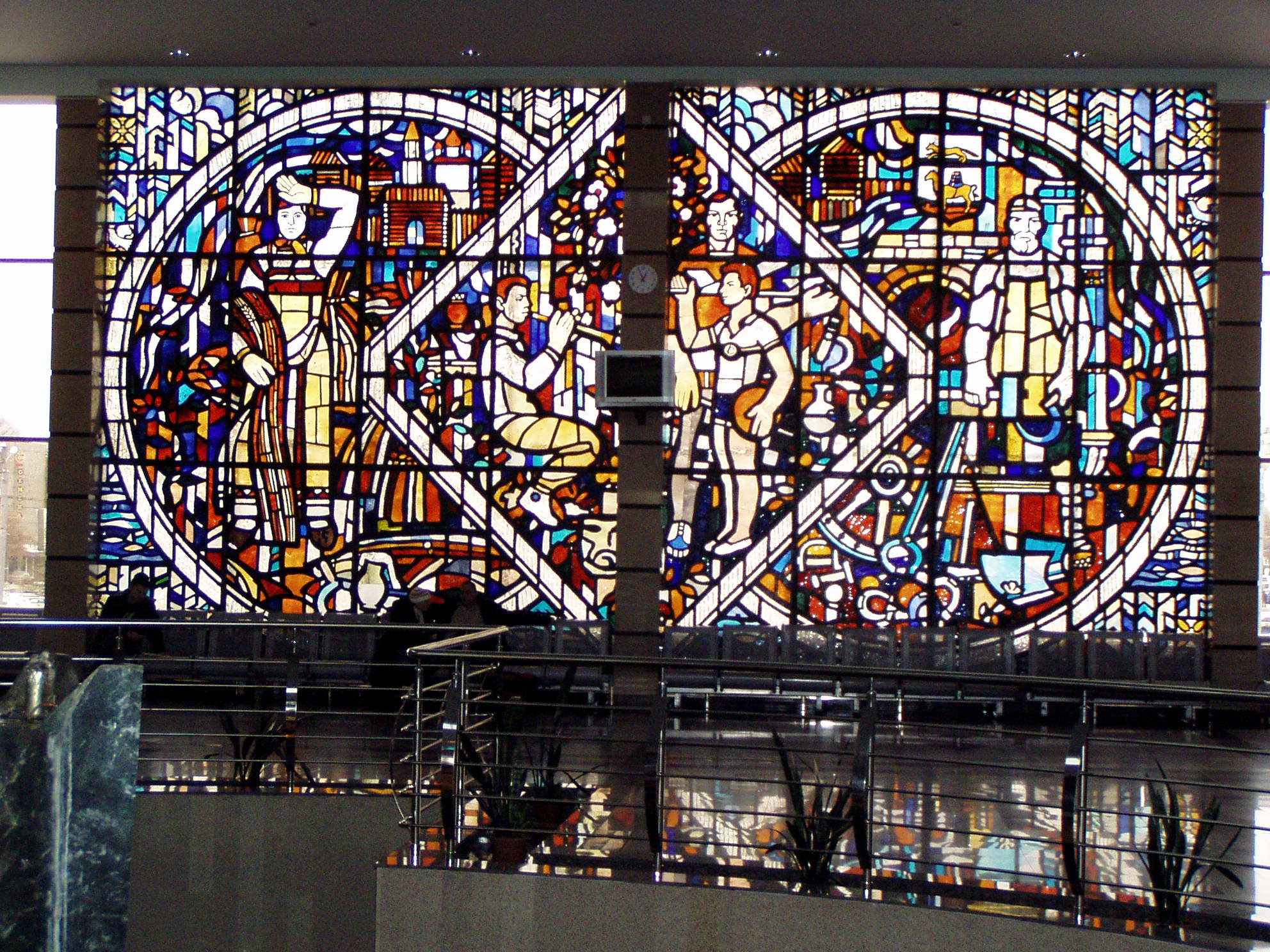
Один из витражей вокзала

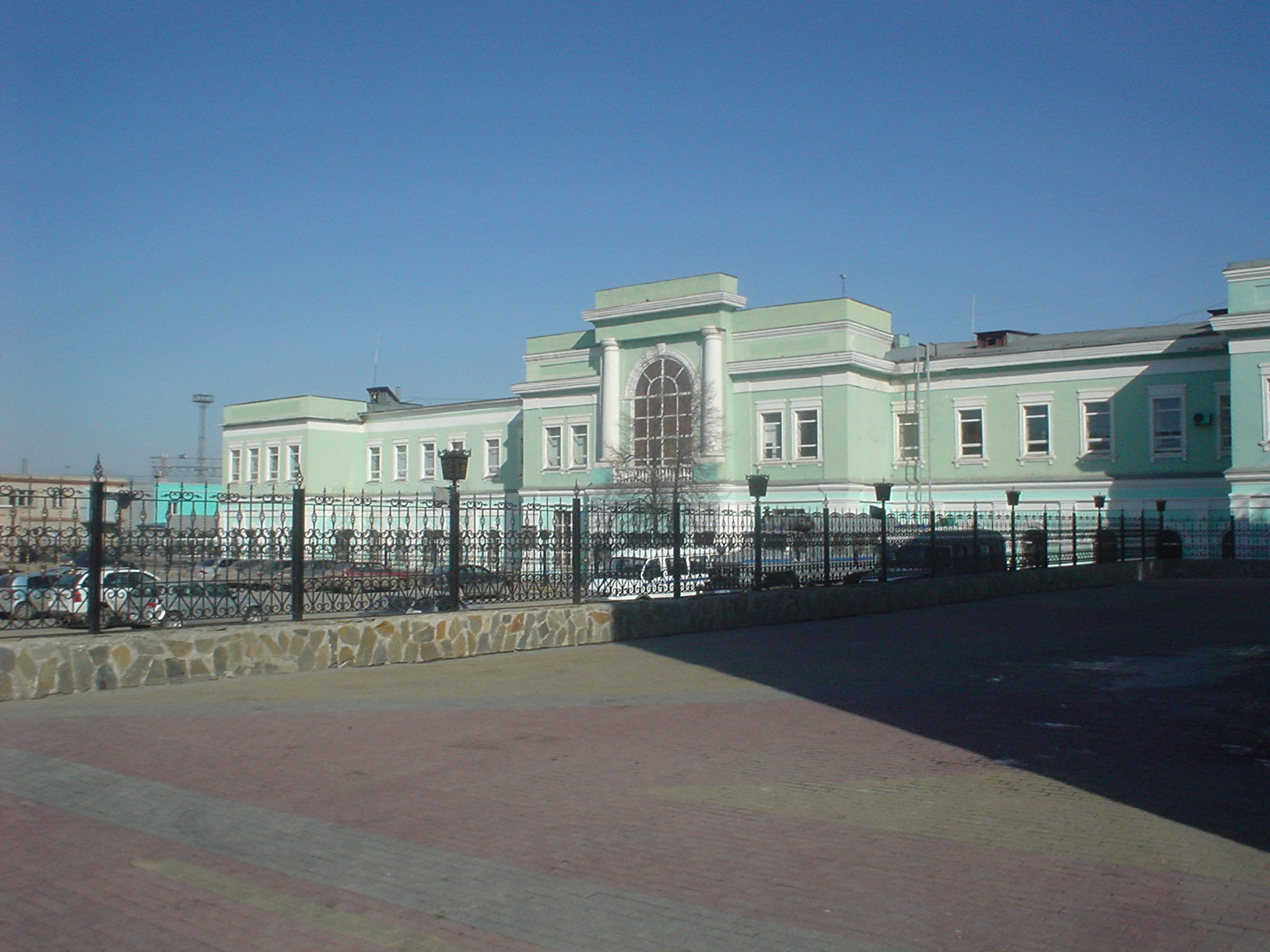
Старое здание железнодорожного вокзала (находится севернее, слева от современного здания). 2 этажа после реконструкции в 1935 г. Привокзальная площадь, 1/3

Первый челябинский вокзал был построен практически одновременно с открытием линии. Это было скромное деревянное здание, не предназначенное для долговременного ожидания поезда.
В конце октября 1892 года на станции было построено новое одноэтажное кирпичное здание. После образования в 1934 году Южно-Уральской железной дороги, была проведена реконструкция здания вокзала с надстройкой второго этажа.
К концу 1950-х годов стало очевидно, что существующий вокзал не справляется с возросшим пассажиропотоком, и было принято решение о строительстве нового. Проект был выполнен проектным институтом «Киевгипротранс» (Л. М. Чуприн и др.), строительство осуществлял строительно-монтажный поезд № 150 Южуралтрансстроя. Новое здание было торжественно открыто 5 ноября 1965 года. Двухэтажное помещение площадью чуть более 20 000 м2 и высотой залов ожидания 16 метров могло одновременно разместить до 6 тысяч пассажиров. Здание вокзала в 1967 г. было удостоено серебряной медали Монреальской выставки и признан лучшим вокзалом СССР. В 1985—1988 годах было проведено витражное остекление второго этажа (проект художников А. Королева и В. Буканова).
К 90-м годам здание сильно обветшало, и было принято решение о его реконструкции. Проект был разработан югославской фирмой «Neimar Enginering» (Р. Одалович и др.). Работы начались в 1999 году и были завершены в 2005 году. Всего на отделку было направлено 25 000 м2 камня.
В вокзале имеется несколько залов ожидания, зал ожидания повышенной комфортности и зал ожидания для пассажиров с детьми. Здание предыдущего вокзала (1892 года), также отреставрировано, и сейчас в нём располагаются административные помещения.

### Пригородный вокзал
55°08′17″ с. ш. 61°24′51″ в. д.

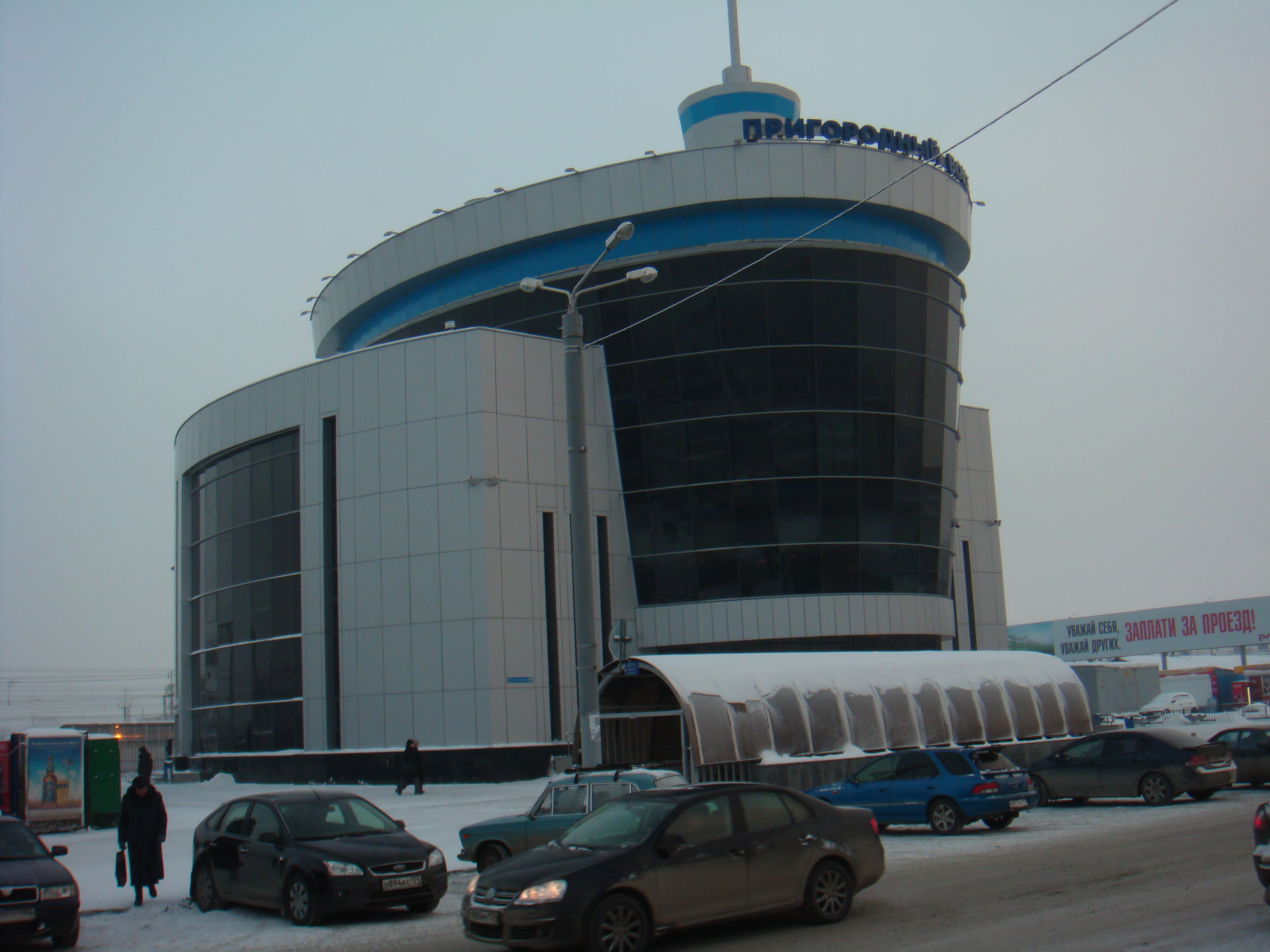
Пригородный вокзал зимой, 2011. Улица Железнодорожная, 7

В 1966 году с южной стороны вновь построенного здания вокзала был возведён пригородный павильон. Со строительством отдельного пригородного вокзала на станции Челябинск-Главный, здание пригородного павильона у здания вокзала «Челябинск» было снесено.
В 2007 году закончено строительство нового пригородного вокзала. Здание имеет несколько входов, оборудовано многочисленными эскалаторами, лестницами, пандусами. Два кассовых зала — в цоколе и на первом этаже. Сразу за кассами установлены турникетные системы и находятся выходы на платформы. На втором этаже разместились два зала ожидания и буфет. Расчетная мощность вокзала — 700 пассажиров. Под зданием расположен подземный переход, в 2020 году реконструированный с добавлением выходов на 9 и 10 пути (изначально только с выходами на 11 и 12 пути). Одновременно была проведена реконструкция пассажирских платформ (4 и 5 платформы с низкого на высокий с оборудованием навеса, 5-я платформа к тому же удлинена в сторону пригородного вокзала, а посадочные пути условно разделены на 9А, 10А (старая часть платформы), 9Б и 10Б).

## Пассажирские перевозки

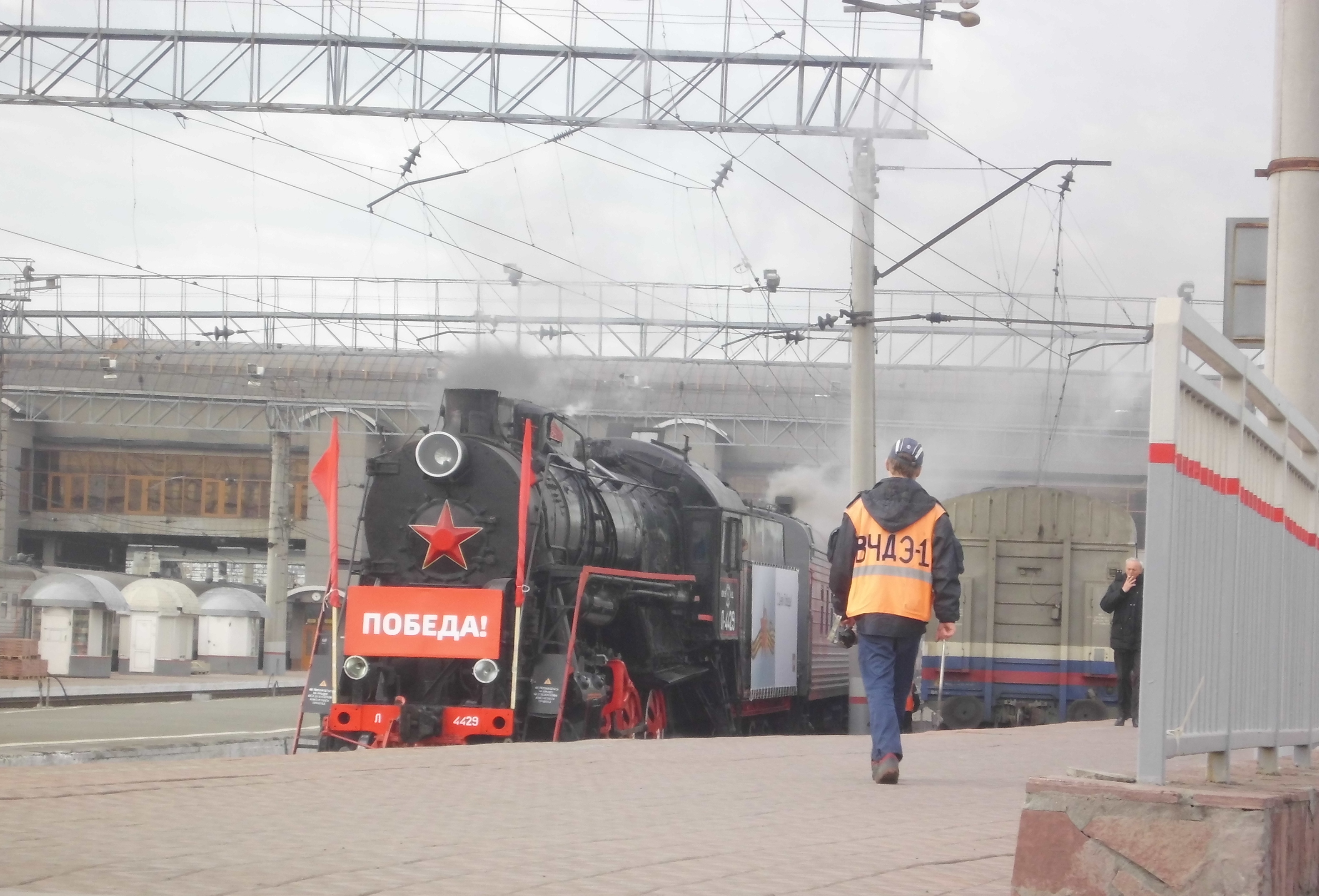
Ретро-поезд ЮУЖД, 2017 г.

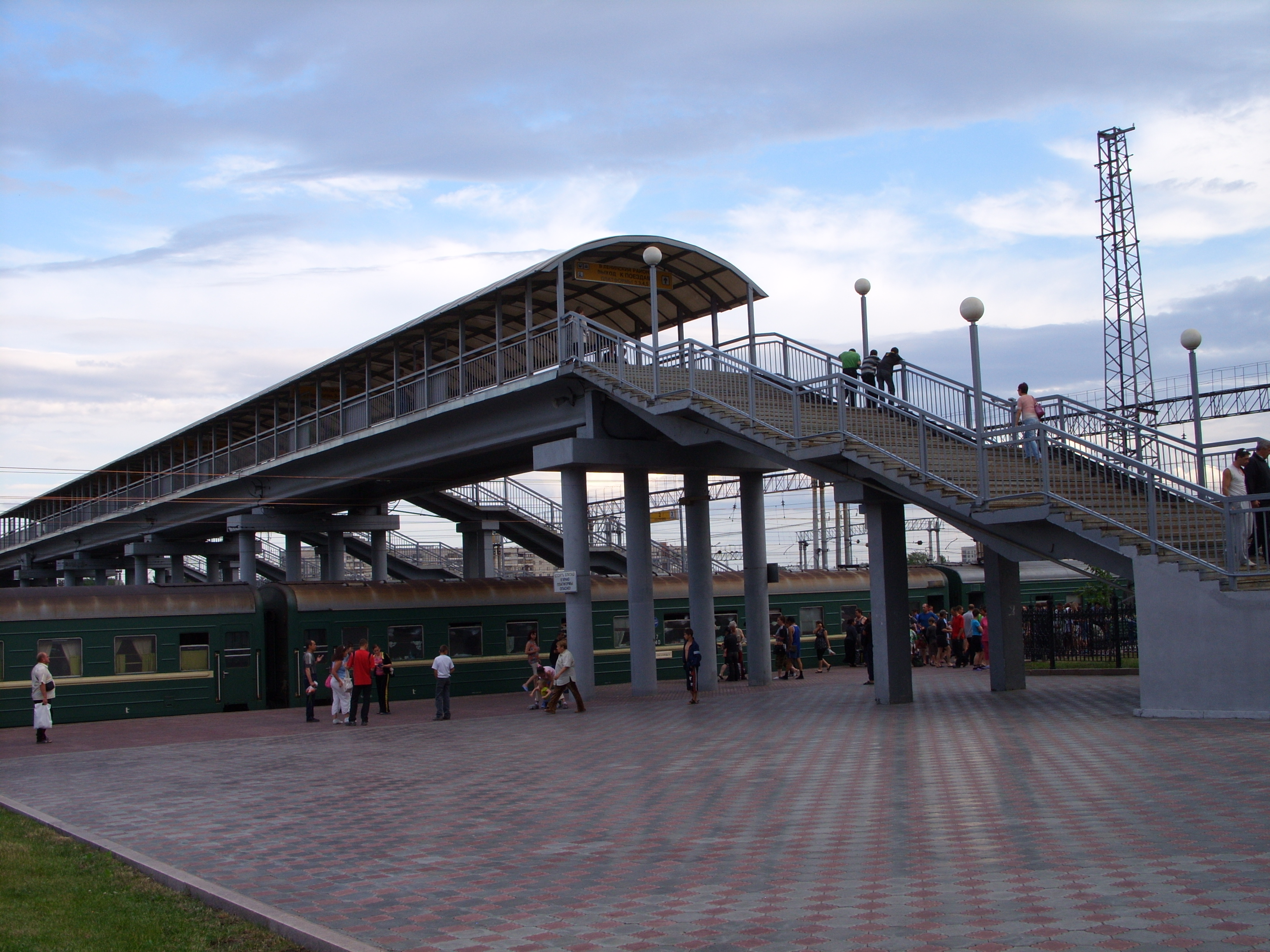
Один из надземных пешеходных переходов над железнодорожными путями станции соединяющий Ленинский и Советский районы города, со спусками на пассажирские платформы (1, 3-10 пути) и между грузовыми парками "В" и "Ж"

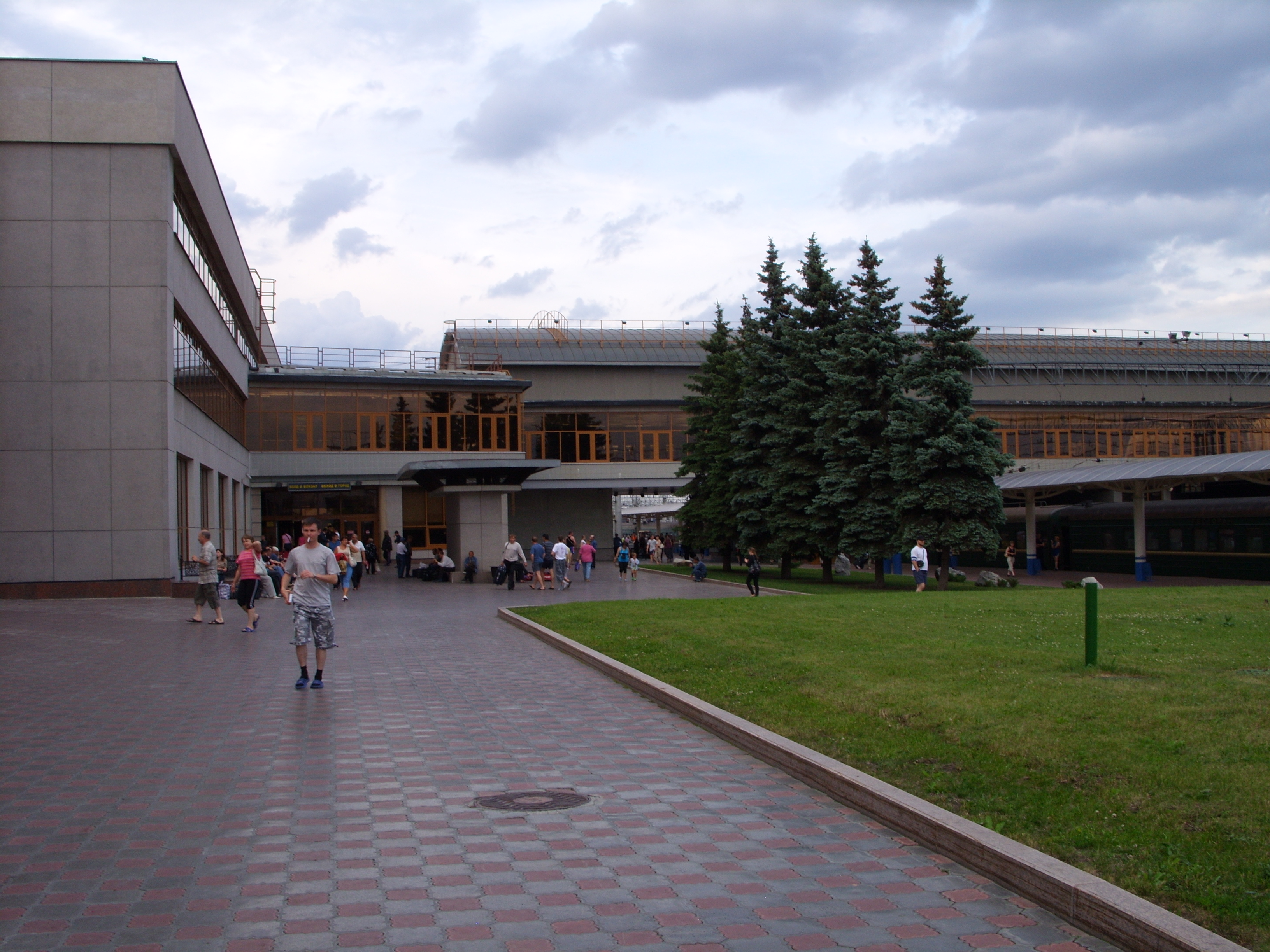
Вокзал станции. Выход к поездам на перрон (1 путь) и пешеходный надземный переход из залов ожиданий к платформам (3-8 пути)

Пассажирские перевозки осуществляются с прилегающих к зданию железнодорожного вокзала (1, 3-10) и к зданию пригородного вокзала (11-13) путей пассажирского парка «П» станции. Подвижный состав поездов пригородного сообщения размещается в парке «О», пассажирские вагоны поездов дальнего следования формируемых в Челябинске — в вагонном депо (оборотном).
Ежегодно, в канун 9 мая начиная с 2008 года, со станции отправляется один из четырёх ретро-поездов ЮУЖД посвящённых празднованию Дня Победы с ветеранами. Поезд ведомый паровозом Л-4429 следует до станции Кыштым и обратно.

### Пригородное сообщение
| № поезда    | Маршрут движения                | № поезда    | Маршрут движения                |
| ----------- | ------------------------------- | ----------- | ------------------------------- |
| Пригородный | Аргаяш — Челябинск (отменён)    | Пригородный | Челябинск — Аргаяш (отменён)    |
| Пригородный | Верхний Уфалей — Челябинск      | Пригородный | Челябинск — Верхний Уфалей      |
| Пригородный | Каменск-Уральский — Челябинск   | Пригородный | Челябинск — Каменск-Уральский   |
| Пригородный | Нижняя — Челябинск              | Пригородный | Челябинск — Каменск-Уральский   |
| Пригородный | Каясан — Челябинск              | Пригородный | Челябинск — Каясан              |
| Экспресс    | Курган — Челябинск              | Экспресс    | Челябинск — Курган              |
| Пригородный | Челябинск — Еманжелинск         | Пригородный | Еманжелинск — Челябинск         |
| Пригородный | Челябинск — Златоуст            | Пригородный | Златоуст — Челябинск            |
| Пригородный | Челябинск — Карталы             | Пригородный | Карталы — Челябинск             |
| Экспресс    | Челябинск — Карталы             | Экспресс    | Карталы — Челябинск             |
| Пригородный | Челябинск — Кисегач             | Пригородный | Кисегач — Челябинск             |
| Пригородный | Челябинск — Миасс               | Пригородный | Миасс — Челябинск               |
| Экспресс    | Челябинск — Миасс               | Экспресс    | Миасс — Челябинск               |
| Пригородный | Челябинск — Полетаево (отменён) | Пригородный | Полетаево — Челябинск (отменён) |
| Пригородный | Челябинск — Троицк (отменён)    | Пригородный | Троицк — Челябинск (отменён)    |
| Пригородный | Челябинск — Южноуральск         | Пригородный | Южноуральск — Челябинск         |
| Пригородный | Шумиха — Челябинск              | Пригородный | Челябинск — Шумиха              |

После массовых отмен электричек в 2012 году объёмы пригородных перевозок сократились в 2-3 раза. Наибольшая интенсивность движения осталась на западном направлении в сторону Миасса: всего 6 (ранее 15) пар пригородных поездов в день. На южном направлении отменены электропоезда до Троицка и Южноуральска. До второй половины 90-х годов дизельными поездами осуществлялись рейсы до станции Коркино (ранее до станции Роза) и Нязепетровская.

### Дальнее следование
По графику 2021 года через станцию курсируют следующие пассажирские поезда дальнего следования:
| Круглогодичное движение поездов |                             |                 |                             |
| № поезда                        | Маршрут движения            | № поезда        | Маршрут движения            |
| ------------------------------- | --------------------------- | --------------- | --------------------------- |
| 11                              | Владивосток — Самара        | 12              | Самара — Владивосток        |
| 13 «Южный Урал»                 | Челябинск — Москва          | 14 «Южный Урал» | Москва — Челябинск          |
| 15 «Урал»                       | Москва — Челябинск          | 16 «Урал»       | Челябинск — Москва          |
| 39                              | Челябинск — Астана          | 40              | Астана — Челябинск          |
| 59                              | Новокузнецк — Кисловодск    | 60              | Кисловодск — Новокузнецк    |
| 83                              | Караганда — Москва          | 84              | Москва — Караганда          |
| 87                              | Нижневартовск — Самара      | 88              | Самара — Нижневартовск      |
| 97                              | Тында — Кисловодск          | 98              | Кисловодск — Тында          |
| 101                             | Нижневартовск — Пенза       | 102             | Пенза — Нижневартовск       |
| 121                             | Екатеринбург — Оренбург     | 122             | Оренбург — Екатеринбург     |
| 127                             | Красноярск — Адлер          | 128             | Адлер — Красноярск          |
| 129                             | Красноярск — Анапа          | 130             | Анапа — Красноярск          |
| 133                             | Томск — Анапа               | 134             | Анапа — Томск               |
| 141                             | Екатеринбург — Симферополь  | 142             | Симферополь — Екатеринбург  |
| 143                             | Нижневартовск — Уфа         | 144             | Уфа — Нижневартовск         |
| 145                             | Санкт-Петербург — Челябинск | 146             | Челябинск — Санкт-Петербург |
| 147                             | Нижневартовск — Астрахань   | 148             | Астрахань — Нижневартовск   |
| 191                             | Челябинск — Санкт-Петербург | 192             | Санкт-Петербург — Челябинск |
| 318/317                         | Караганда — Барановичи      | 318/317         | Барановичи — Караганда      |
| 331                             | Новый Уренгой — Уфа         | 332             | Уфа — Новый Уренгой         |
| 342/341                         | Нижневартовск — Оренбург    | 342/341         | Оренбург — Нижневартовск    |
| 343                             | Челябинск — Адлер           | 344             | Адлер — Челябинск           |
| 345                             | Нижневартовск — Адлер       | 346             | Адлер — Нижневартовск       |
| 352/351                         | Приобье — Уфа               | 352/351         | Уфа — Приобье               |
| 365                             | Челябинск — Ташкент         | 366             | Ташкент — Челябинск         |
| 373                             | Тюмень — Махачкала          | 374             | Махачкала — Тюмень          |
| 380/379                         | Оренбург — Новый Уренгой    | 380/379         | Новый Уренгой — Оренбург    |
| 391                             | Челябинск — Москва          | 392             | Москва — Челябинск          |
| 689                             | Челябинск — Екатеринбург    | 690             | Екатеринбург — Челябинск    |

| Сезонное движение поездов |                                   |          |                                   |
| № поезда                  | Маршрут движения                  | № поезда | Маршрут движения                  |
| ------------------------- | --------------------------------- | -------- | --------------------------------- |
| 205                       | Иркутск — Анапа                   | 206      | Анапа — Иркутск                   |
| 229                       | Северобайкальск — Анапа           | 230      | Анапа — Северобайкальск           |
| 235                       | Тында — Анапа                     | 236      | Анапа — Тында                     |
| 241                       | Иркутск — Адлер                   | 242      | Адлер — Иркутск                   |
| 243                       | Новокузнецк — Анапа               | 244      | Анапа — Новокузнецк               |
| 249                       | Новокузнецк — Имеретинский курорт | 250      | Имеретинский курорт — Новокузнецк |
| 251                       | Барнаул — Адлер                   | 252      | Адлер — Барнаул                   |
| 269                       | Чита — Адлер                      | 270      | Адлер — Чита                      |
| 273                       | Северобайкальск — Адлер           | 274      | Адлер — Северобайкальск           |
| 289                       | Екатеринбург — Анапа              | 290      | Анапа — Екатеринбург              |
| 425                       | Челябинск — Калининград           | 426      | Калининград — Челябинск           |
| 455                       | Челябинск — Новороссийск          | 456      | Новороссийск — Челябинск          |
| 457                       | Челябинск — Анапа                 | 458      | Анапа — Челябинск                 |
| 477                       | Челябинск — Адлер                 | 478      | Адлер — Челябинск                 |
| 589                       | Новый Уренгой — Тюмень — Адлер    | 590      | Адлер — Тюмень — Новый Уренгой    |

## Грузовые перевозки

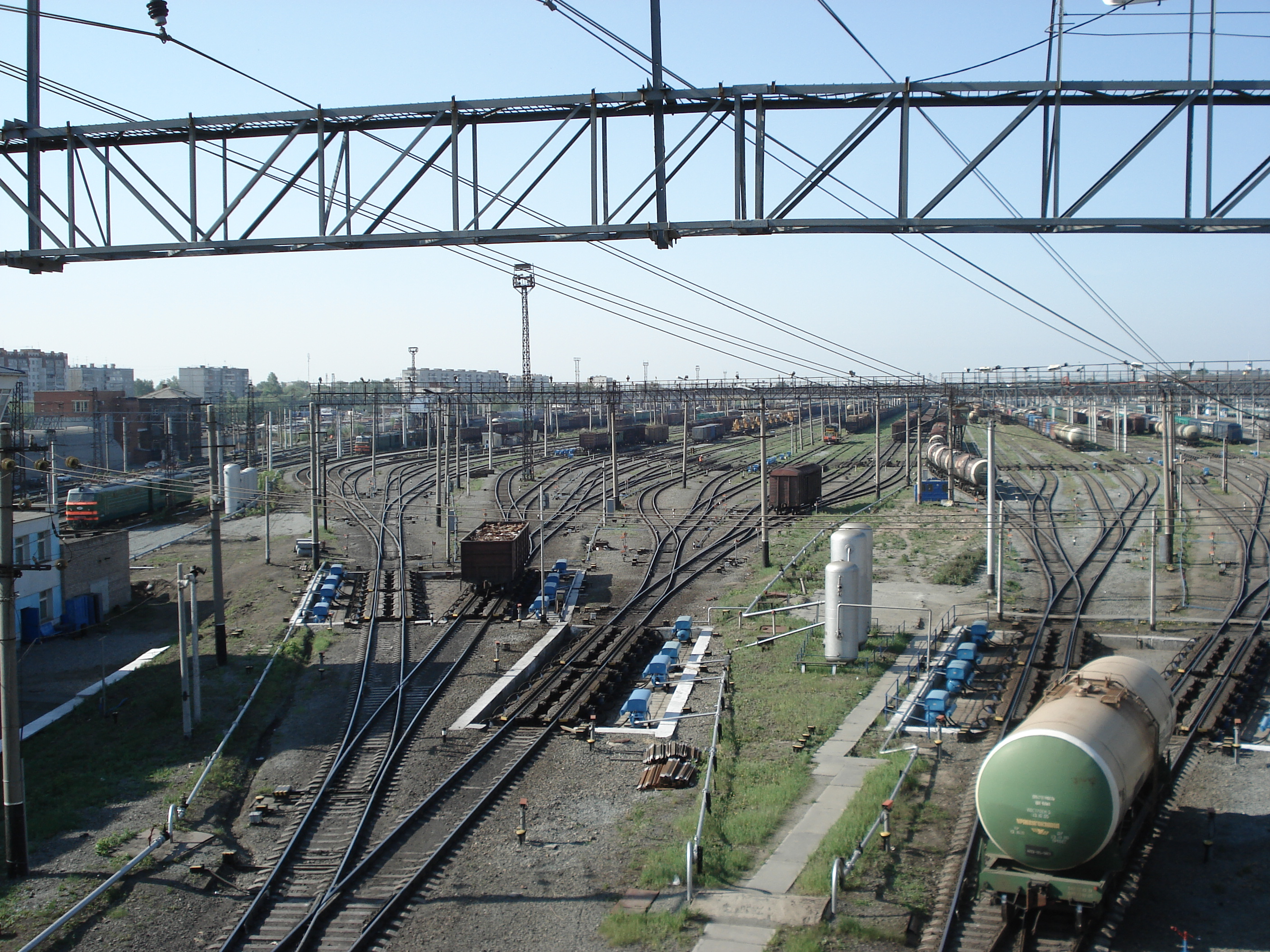
Подгорочные пути сортировочной горки и сортировочный парк нечётного направления станции, 2008 год

Станция открыта для грузовой работы.
Ежесуточно, в среднем, на станции принимается и отправляется более 300 грузовых поездов, около половины которых переформировывается на станции. На транзитных же поездах производится смена локомотива (приписки собственно станции, а также оборотных приписки других станции Южно-Уральской, Западно-Сибирской, Свердловской, Куйбышевской дорог).
1 сентября 2011 г. на станции, вследствие роспуска с сортировочной горки грузового вагона с опасным грузом в нарушение установленных требований, произошла утечка брома, при которой пострадало 102 человека.
Станция, по состоянию на 2015 г., оборудована автоматизированными нечётной и чётной сортировочными горками (каждая с двумя путями надвига и участками расцепки) с комплексной системой автоматизированного управления сортировочным процессом (КСАУ-СП). Парки станции оснащены системой маневровой автоматической локомотивной сигнализации (МАЛС). В 2017-2018 годах сортировочные горки реконструированы для автоматизиррованного параллельного (одновременного сдвоенного) роспуска.
На станции проводятся и другие работы по внедрению цифровых технологии и полной автоматизации технологических процессов, в том числе ведутся работы по разработке и внедрению «беспилотных» маневровых локомотивов.

### Подъездные пути
- Строительно-монтажный поезд № 601
- Опытный завод путевых машин им. Балашенко ЮУЖД
- Челябинский почтамт
- Отделение конвоирования Управления ФСИН по Челябинской области
- Южно-Уральская транспортно-экспедиционная компания
- Багажное отделение
- Товарный двор
- Контейнерный терминал «Трансконтейнера»
- Завод им. Колющенко
- Пивзавод «Балтика-Челябинск»
- Винодельческий комбинат «Винчел»
- Кондитерская фабрика «Южуралкондитер»
- Челябинский хладокомбинат № 3
- Челябинский масло-жировой комбинат

## Депо и локомотивный парк
На станции имеются локомотивное ремонтное депо (ремонт тепловозов, ПТО электровозов), моторвагонное депо, оборотное локомотивное депо, вагоноремонтное грузовое депо, вагоноремонтное пассажирское депо, оборотное вагонное пассажирское депо (технический парк).
На станции, также, дислоцируются пожарный поезд и путевой ремонтно-восстановительный поезд № 6 ЮУЖД, строительно-монтажные поезда № 601 и № 806.
Первоначально станция была оснащена паровозами серий А, Б, Н. С 1903 года стали поступать паровозы серий Ов и Од. Вначале паровозы топились дровами, с 1903 года паровозы Самаро-Златоустовской железной дороги переводятся на нефтяное топливо, к 1913 году в качестве топлива начинает использоваться каменный уголь с месторождений в Сибири и Челябинского угольного бассейна. В 1920-е годы происходит переоснащение локомотивов на паровозы серий Е, Э, С. В 1930 годы происходит замена устаревших паровозов на серий ФД, СО и ИС. В послевоенные годы на станцию поступают паровозы серий Л, П36. C 1957 года локомотивный парк стал пополняться электровозами ВЛ22м, с 1980-х годов — электровозами ЧС7, электропоездами ЭР2, ЭР2Т.
В 1941-1942 годах паровозы Ов №№ 4858, 4640, 6480, 6883 были переоборудованы под локомотивы бронепоездов.
По состоянию на 2018 год, локомотивный парк станции в основном представлен маневровыми тепловозами ЧМЭ3, ТЭМ7А, магистральными тепловозами 2ТЭ10М,  2ТЭ10У, 2ТЭ10УТ, магистральными электровозами ВЛ10, ВЛ10У, ВЛ10К, ВЛ11К, ЭП2К, электропоездами ЭД2Т, ЭД4М, рельсовыми автобусами РА2. Постепенно проводится обновление старых моделей локомотивов на более новые, в частности на ТЭМ18ДМ, ТЭМ14, 2ТЭ116У, 2ТЭ25КМ, 2ЭС6.

## Городской транспорт
Над станционными путями проходят 2 надземных пешеходных перехода (длиной 428 и 450 м) и 1 автомобильный путепровод (улицы: Доватора, Степана Разина, Железнодорожная ↔ Дзержинского, автодорога Меридиан), связывающие Советский и Ленинский районы города расположенные по разные стороны от станции.
Железнодорожный вокзал станции является одним из ключевых пассажирских городских  узлов. К вокзалу подходят все виды городского общественного транспорта: автобусы, троллейбусы, трамваи, и маршрутные такси. Возле вокзала планировалось размещение станций второй и третьей линий метрополитена, в районе вокзала на улице Овчинникова строится выход из подземной части линии «Север-юг» метротрамвая.
До 2011 можно было провести удобную пересадку на междугородные и пригородные автобусы, поскольку Южный автовокзал располагался рядом: в северной части здания железнодорожного вокзала, а после строительства торгового комплекса «Синегорье» — в южной части здания комплекса. В 2011 Южный автовокзал вынужден был закрыться под давлением городской администрации, автобусные рейсы были отправлены на Северный автовокзал («Северные ворота», перенесенного в свою очередь из ТК «Торговый центр» на ЧМЗ), и Центральный автовокзал («ДС Юность»), который в то же самое время был спешно оборудован в приспособленных помещениях во дворце спорта «Юность». В марте 2014 Южный автовокзал («Южные ворота») снова открылся в ТК «Синегорье», часть пригородных и междугородных маршрутов была туда возвращена.
Кроме того, в пределах города находится несколько грузопассажирских станций (Баландино, Межозёрная, Чурилово, Тракторстрой, Шагол, Электростанция, Синеглазово, Шершни, Смолино) и платформ (Локомотивная-I, Локомотивная-II (п. Локомотивный), Подстанция, Сосновка, 143 км («Песчаные карьеры»), 145 км («Сад „Строитель“»), 148 км («Тракторосад»), 236 км («Автоцентр»), 239 км («ЧЭРЗ»), 241 км («Проходная ЧГРЭС»), 244 км («Бассейн „Ариант“»), 245 км («Улица Труда»), 4 км (п. Смолеозёрный), 7 км, 10 км, 2109 км («Сад „Металлист“» / «ТЭЦ-2»), 2092 км, 1120 км) для поездов пригородного сообщения, а также грузовые станции возле крупных промышленных предприятий: Асфальтная, Кирзавод (кирпичный завод), Металлургическая (ЧМК).

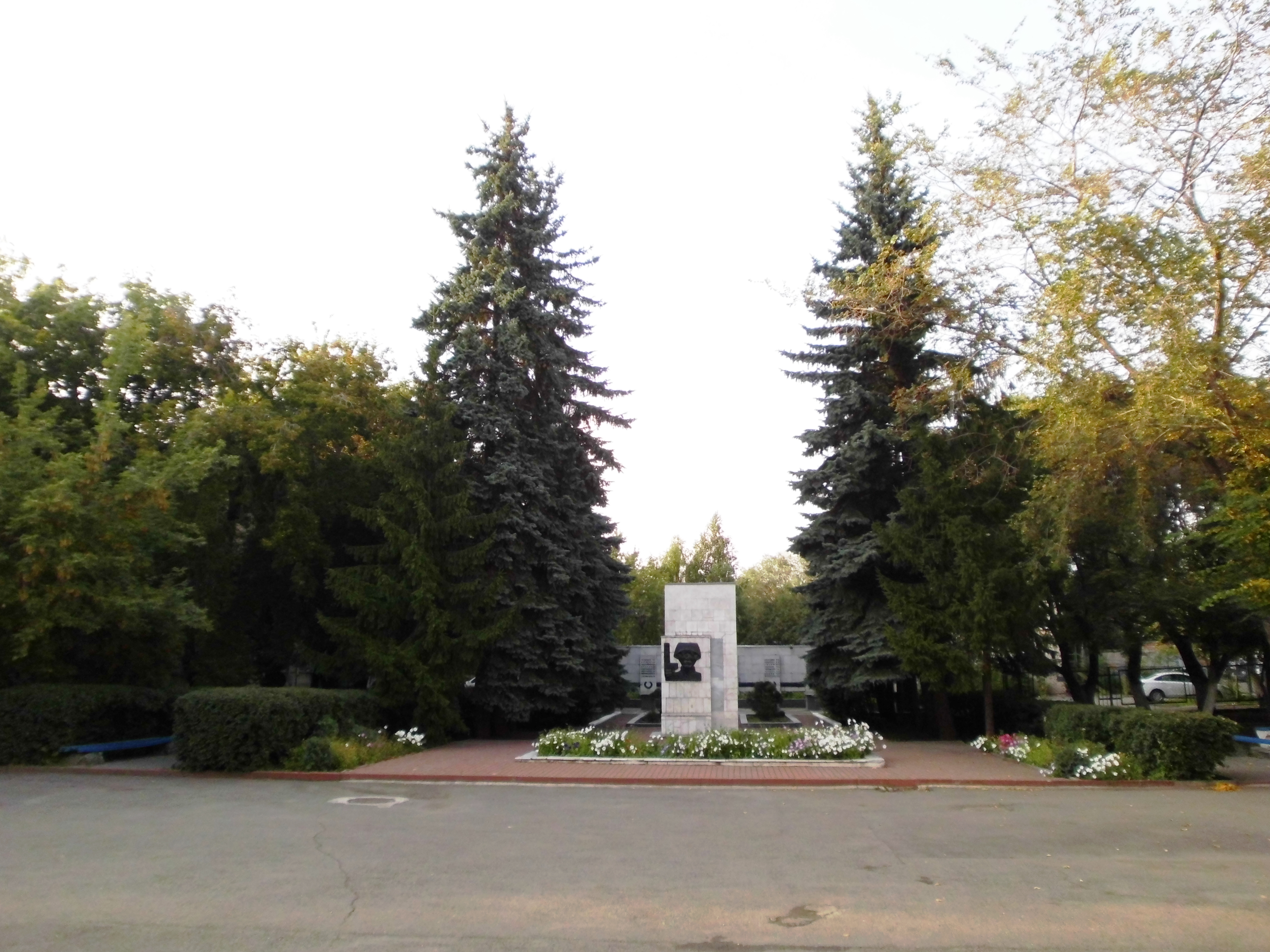
Мемориал у конторы локомотивного депо с 40 фамилиями погибших воинов в годы ВОВ 1941-1945 гг. и 2 Героев Советского Союза (Безруков Ф. И., Качалин И. И.) из числа работников локомотивного депо
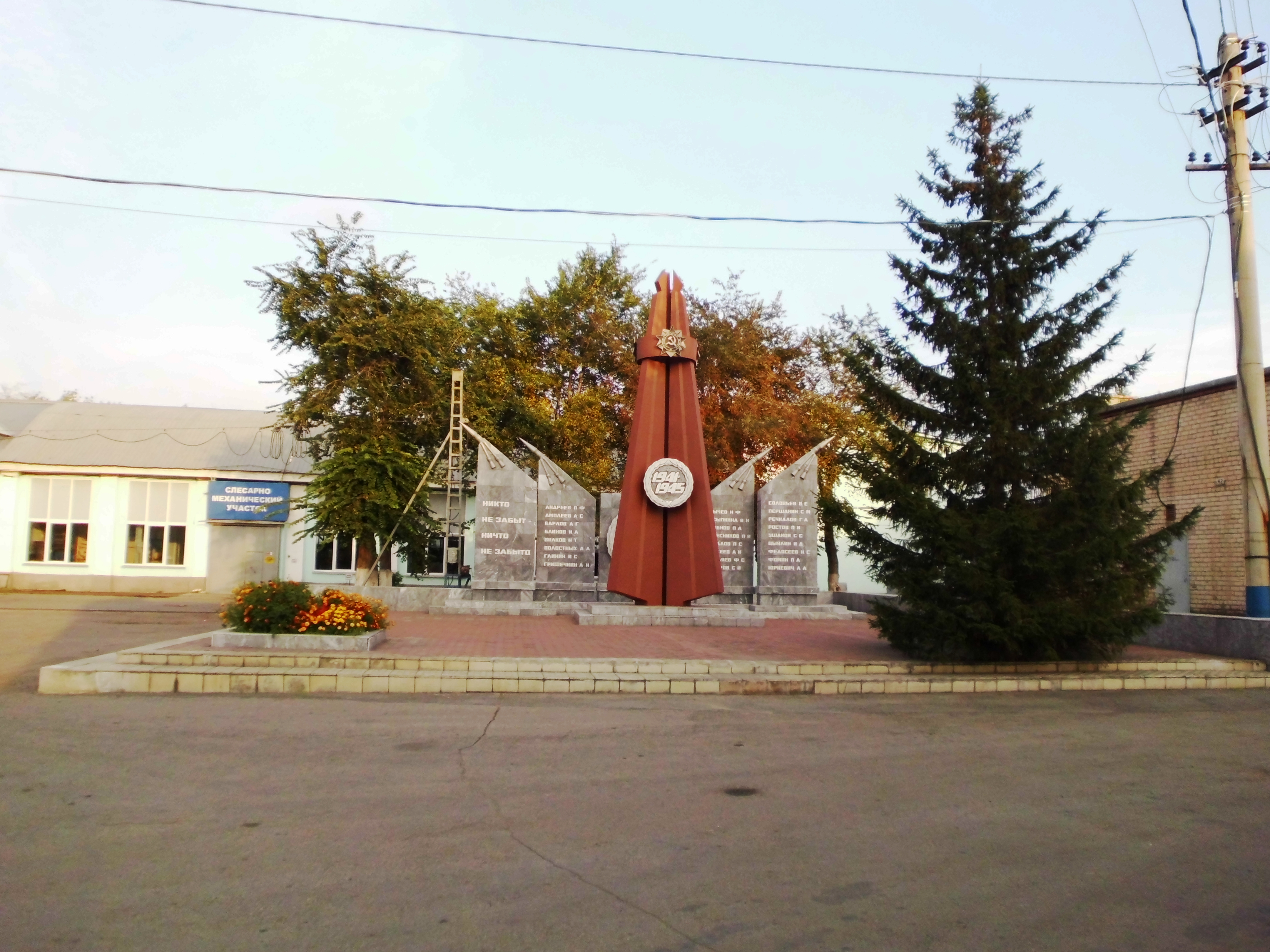
Обелиск у вагонных мастерских ВЧД-2 с 25 фамилиями погибших воинов в годы ВОВ 1941-1945 гг. из числа работников вагонного депо
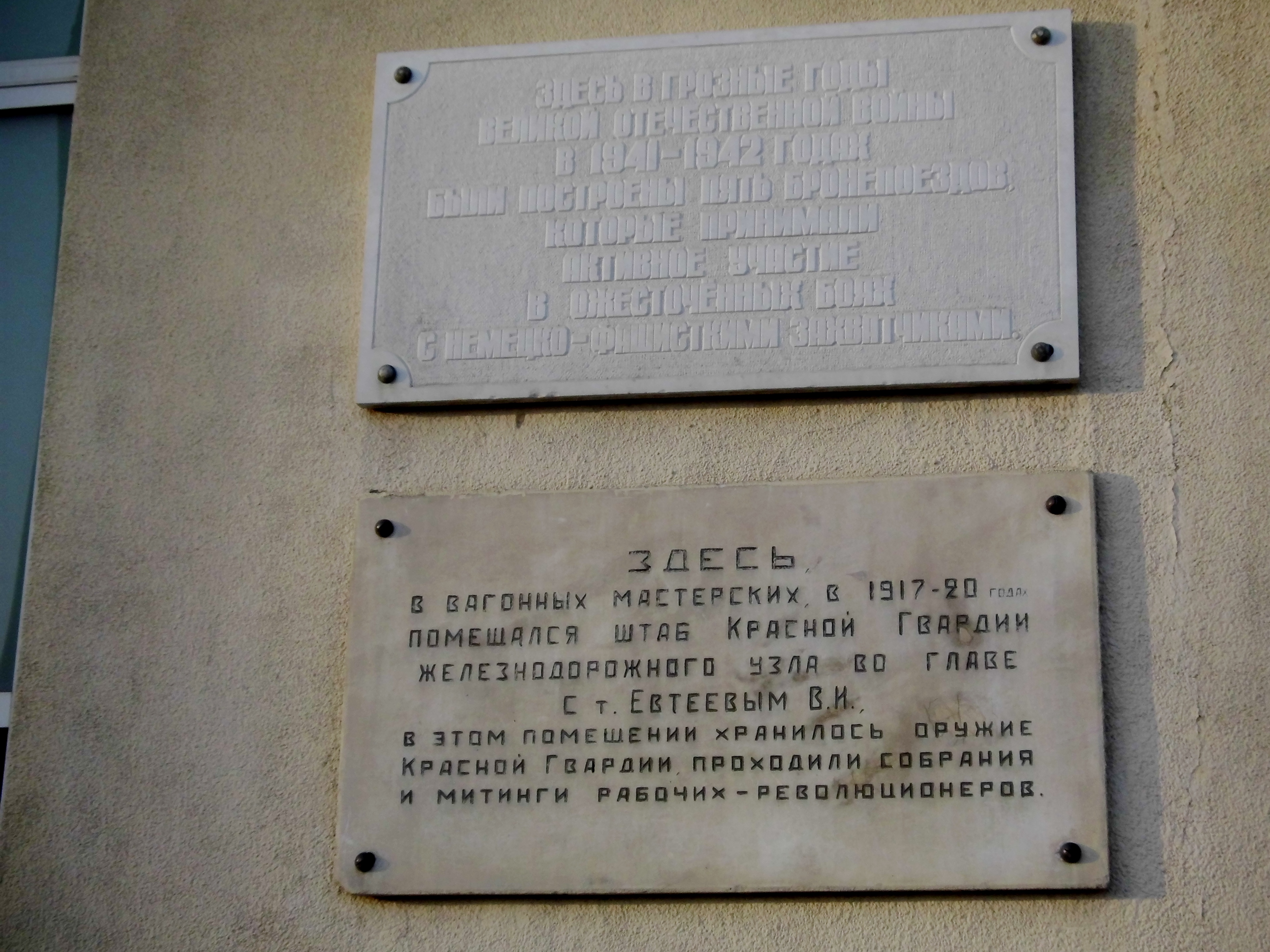
Памятные таблички на стене здания пассажирского вагонного депо, где был штаб и хранилось оружие отряда Красной Гвардии, а в годы ВОВ производились бронепоезда
Мемориальная доска на стене старого здания вокзала посвящённая освобождению Челябинска от белочехов силами Красной Армии
Мемориальная доска на стене старого здания вокзала о навечном внесении в списки работников станции Челябинск-Главный Героя Советского Союза Саблина В. Ф.